# Marosvásárhely vasútállomás
Marosvásárhely vasútállomás, a helyi köznyelvben a Nagyállomás a város délnyugati részén (az úgynevezett Alsóvárosban) és a 405-ös vasúti mellékvonalon helyezkedik el. 1871-ben nyitották meg, jelenlegi főépülete a két világháború közötti időszakból származik.

## Története
A kiegyezés után lendületet vett a viszonylag elszigetelt Erdély közlekedési hálózatának kiépítése. 1868-ban a Magyar Keleti Vasúttársaság megkezdte a Nagyvárad–Kolozsvár–Brassó fővonal kiépítését, mely egy Marosvásárhely felé vezető mellékvonalat is tervbe vett. A városban már 1869 végén megkezdődtek a munkálatok, 1870-ben pedig javában folyt a vasút építése. A fővonalból kiágazó 59 kilométer hosszúságú, Székelykocsárd–Marosvásárhely másodrangú vonalat végül 1871. november 20-án adták át a közforgalomnak.
1886-ban elkészült a Szászrégenig, 1905-ben a Dédáig vezető szakasz, 1909-ben pedig megnyílt a Székelyföldön keresztül Brassóig haladó úgynevezett székely körvasút, ezzel a vonal jelentősége is növekedett. 1915-ben adták át a Marosvásárhely–Parajd szárnyvonalat.
Az eredeti állomásépület MÁV típusterv alapján, 1870-ben épült. A jelenlegi főépület az első világháború utáni időből származik; 1962-ben átépítették. A 2010-es években uniós pénzalapokból felújították az állomást, a vágányokat kicserélték, a peronokat átépítették és akadálymentesítették, az állomásépület várótermét kibővítették, elektronikus kijelzőket helyeztek el.
2021. november 20-án, a vasútvonal átadásának 150. évfordulóján kétnyelvű emléktáblát avattak és ünnepséget tartottak az állomáson.

## Leírása
Az állomáson csak a 405-ös Székelykocsárd–Déda, nem villamosított vonal halad át. A 408-as Marosvásárhely–Parajd-vasútvonal 1997-ben megszűnt.

## Forgalom
| Járat                        | Útvonal | Gyakoriság |
| ---------------------------- | --- | ---------- |
| Hargita nemzetközi InterCity | Budapest-Keleti – Szolnok – Törökszentmiklós – Kisújszállás – Karcag – Püspökladány – Báránd – Sáp – Berettyóújfalu – Mezőpeterd – Biharkeresztes – Episcopia Bihor (Biharpüspöki) – Oradea (Nagyvárad) – Aleșd (Élesd) – Bratca (Barátka) – Ciucea (Csucsa) – Huedin (Bánffyhunyad) – Aghires (Egeres) – Cluj-Napoca (Kolozsvár) (december végén és nyári időszakban közvetlen kocsi: – Câmpia Turzii (Aranyosgyéres) – Războieni (Székelyföldvár) – Luduș (Marosludas) – Iernut (Radnót) – Târgu Mureş (Marosvásárhely)) – Gherla (Szamosújvár) – Dej Călători (Dés) – Beclean pe Someș (Bethlen) – Sărățel (Szeretfalva) – Deda (Déda) – Toplița (Maroshévíz) – Gheorgheni (Gyergyószentmiklós) – Izvoru Oltului (Csíkszentdomokos) – Siculeni (Madéfalva) – Miercurea Ciuc (Csíkszereda) – Băile Tuşnad (Tusnádfürdő) – Sfăntu Gheorghe (Sepsiszentgyörgy) – Braşov (Brassó) | Napi 1 pár |
| Corona nemzetközi InterCity  | Budapest-Keleti – Szolnok – Törökszentmiklós – Kisújszállás – Karcag – Püspökladány – Báránd – Sáp – Berettyóújfalu – Mezőpeterd – Biharkeresztes – Episcopia Bihor (Biharpüspöki) – Oradea (Nagyvárad) – Aleșd (Élesd) – Huedin (Bánffyhunyad) – Cluj-Napoca (Kolozsvár) – Gherla (Szamosújvár) – Dej Călători (Dés) – Beclean pe Someș (Bethlen) – Sărățel (Szeretfalva) – Deda (Déda) – Toplița (Maroshévíz) – Gheorgheni (Gyergyószentmiklós) – Izvoru Oltului (Csíkszentdomokos) – Siculeni (Madéfalva) – Miercurea Ciuc (Csíkszereda) – Băile Tuşnad (Tusnádfürdő) – Sfăntu Gheorghe (Sepsiszentgyörgy) – Braşov (Brassó) | Napi 1 pár |

## Képek

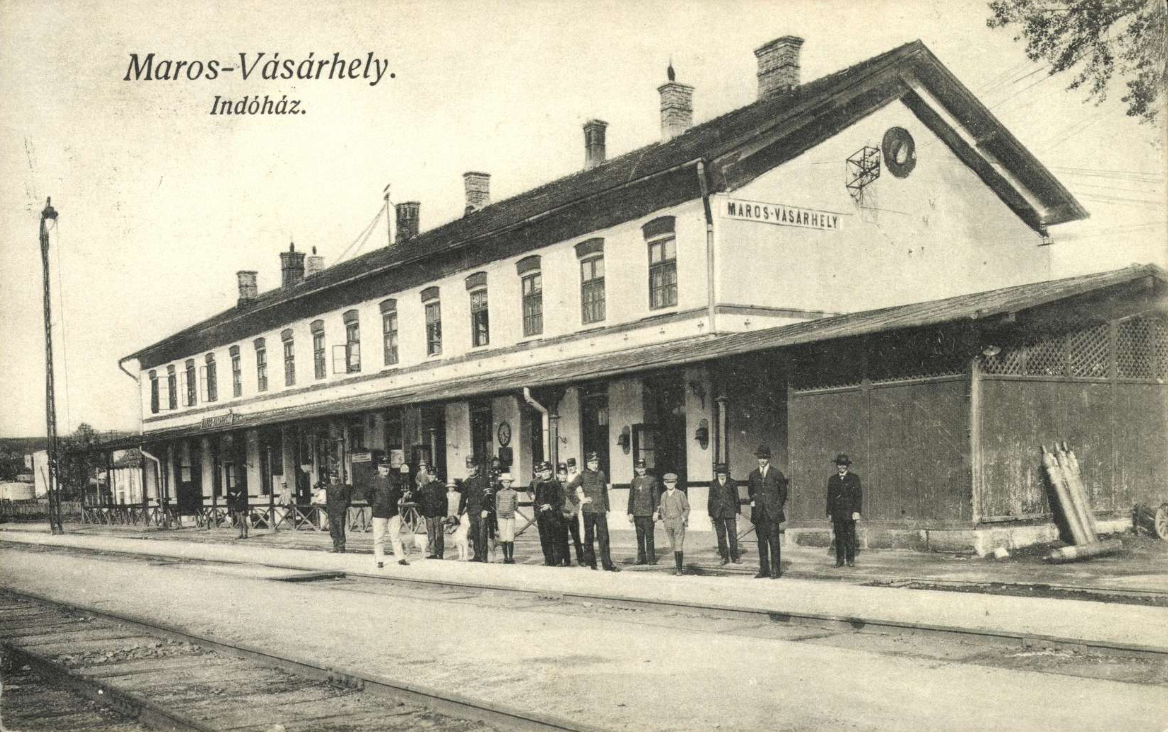
A régi indóház, 1915
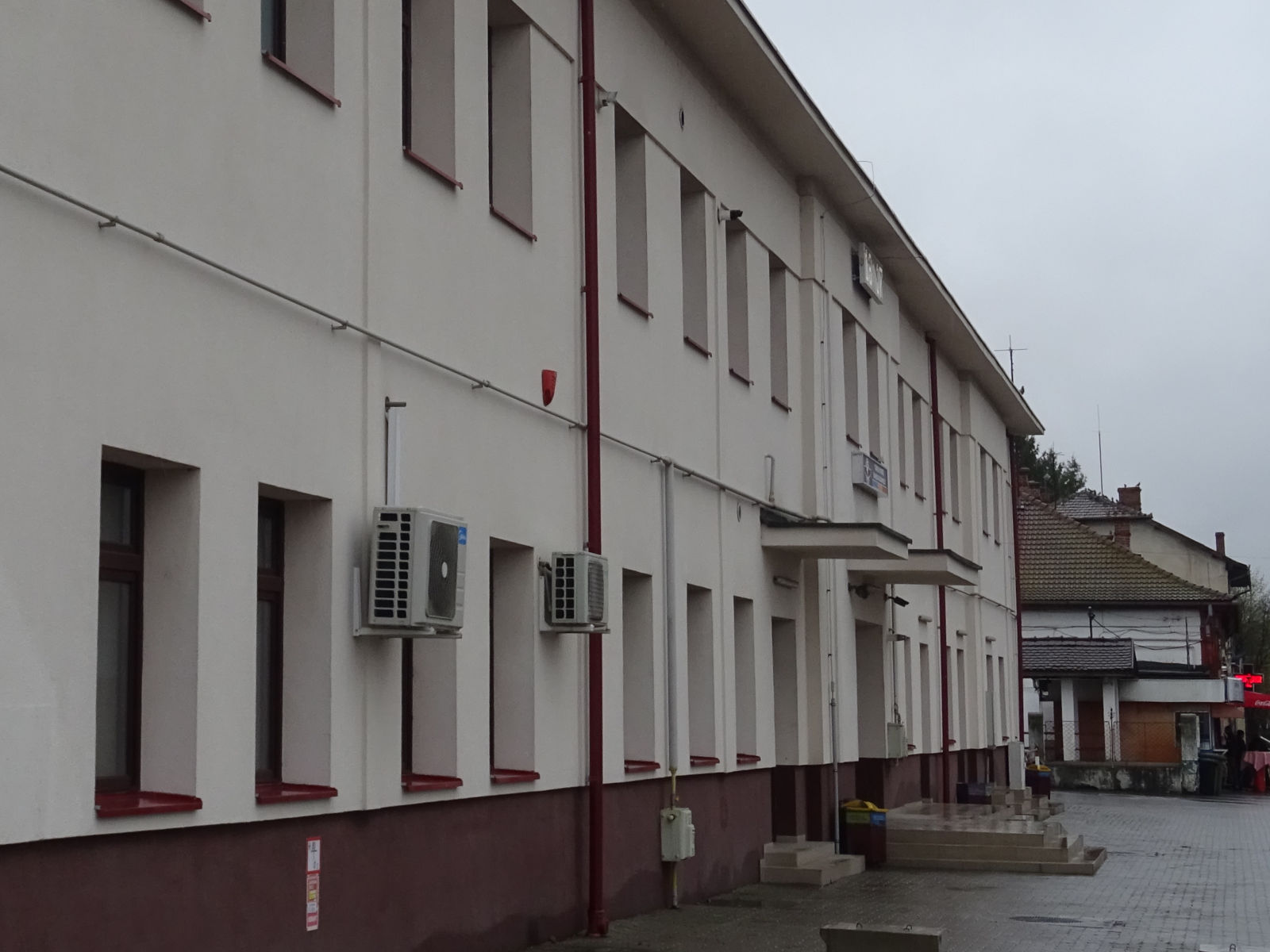
Az új épület
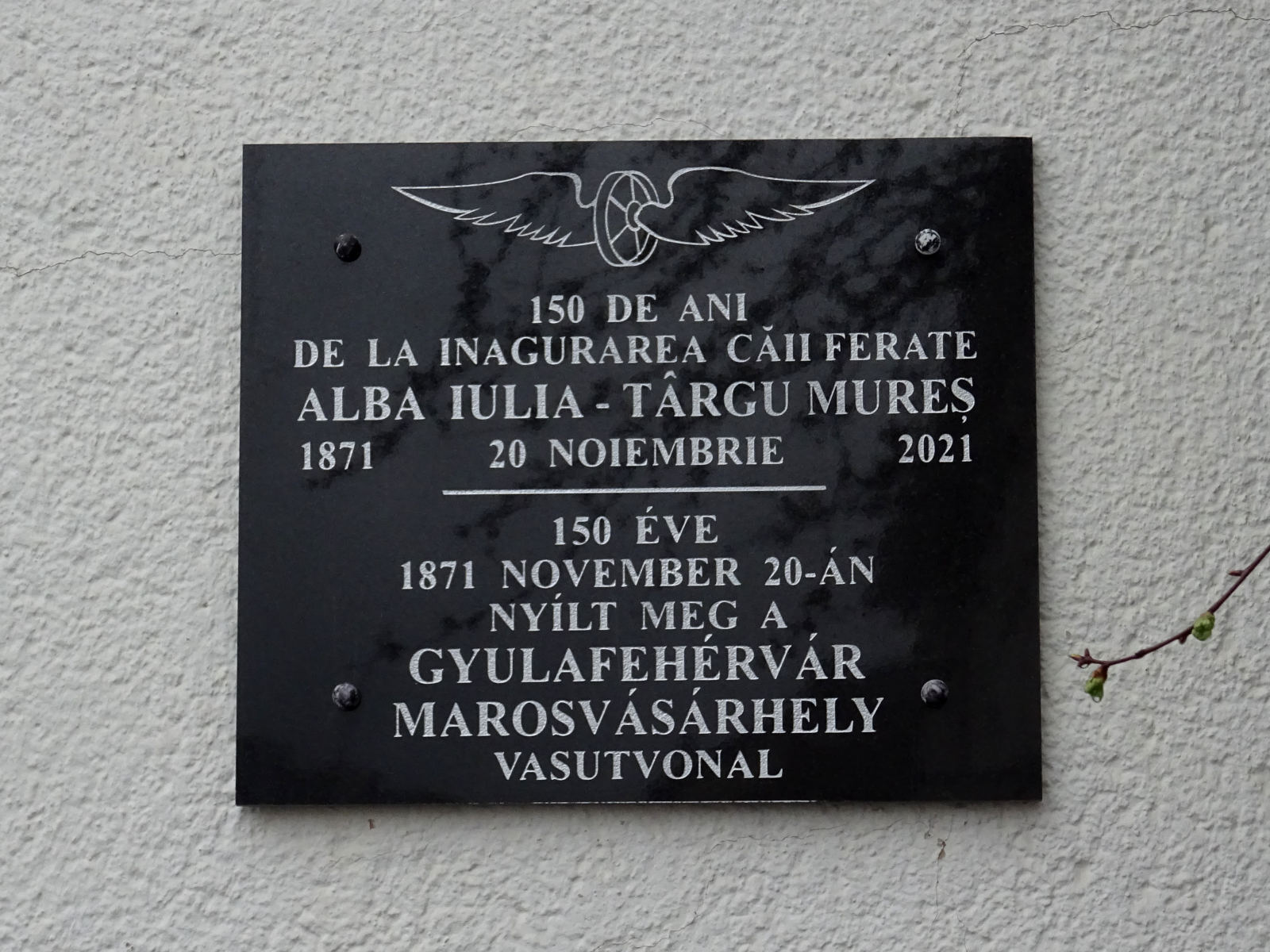
A 2021-ben avatott emléktábla
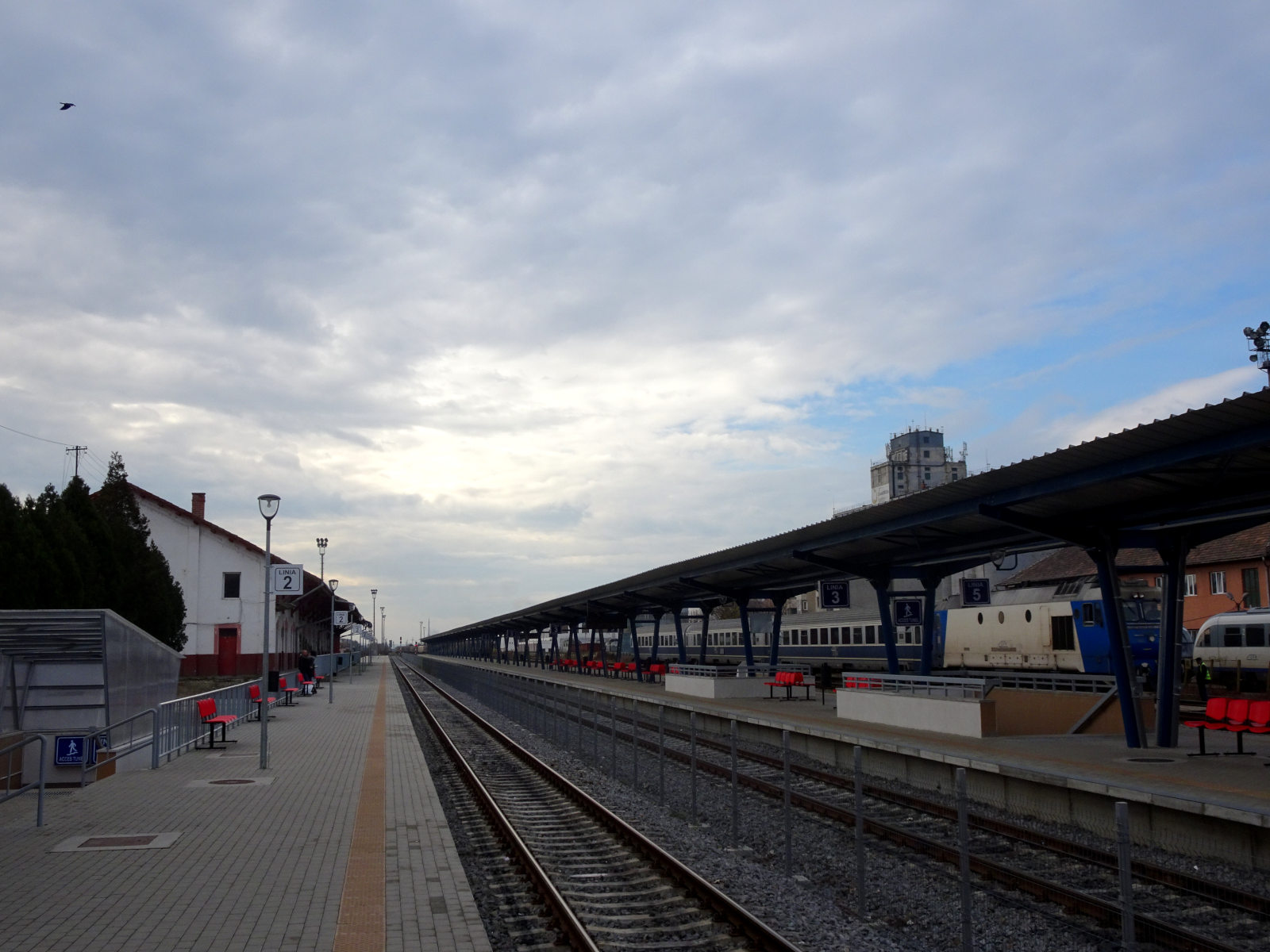
Vágányok és peronok
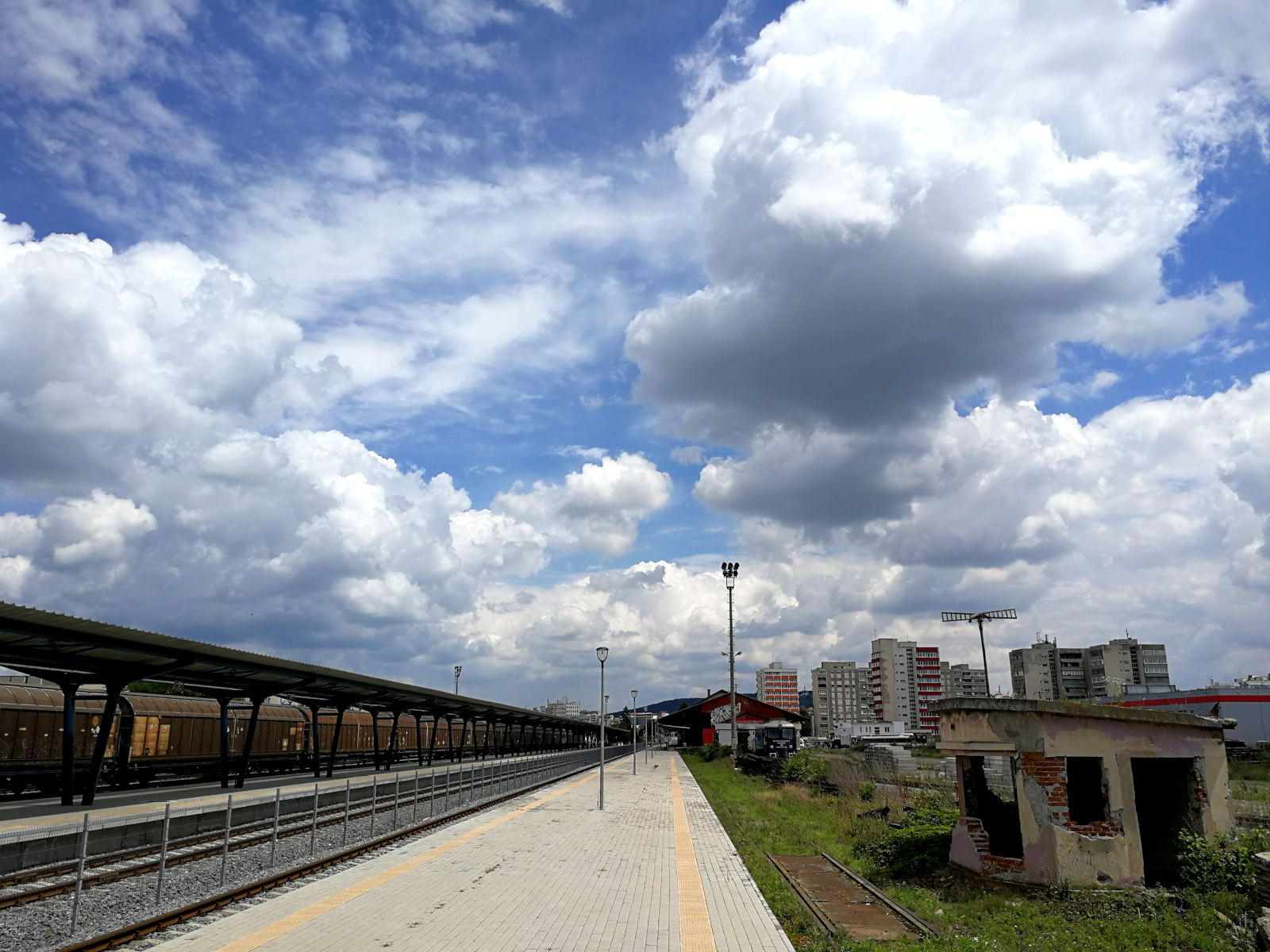
A peron végén